# Thành ủy Trùng Khánh
Ủy ban Thành phố Trùng Khánh Đảng Cộng sản Trung Quốc (giản thể: 中国共产党重庆市委员会; phồn thể: 中國共產黨重慶市委員會; bính âm: Zhōngguó Gòngchǎndǎng Chóngqìng Wěiyuánhuì, Trung Quốc Cộng sản Đảng Trùng Khánh thị Ủy viên Hội), gọi tắt Thành ủy Trùng Khánh, là cơ quan lãnh đạo Đảng Cộng sản Trung Quốc tại thành phố Trùng Khánh, do Đại hội Đại biểu Thành phố Trùng Khánh Đảng Cộng sản Trung Quốc bầu ra, có nhiệm kỳ giữa 2 kỳ Đại hội. Căn cứ Điều lệ Đảng Cộng sản Trung Quốc, giới hạn Ủy viên Thành ủy do Ủy ban Trung ương Đảng Cộng sản Trung Quốc quy định. Thành ủy Trùng Khánh gồm các Ủy viên Thành ủy là các lãnh đạo Chính phủ Nhân dân Thành phố Trùng Khánh và các cơ quan cấp thành phố, lãnh đạo Khu ủy, huyện ủy và Chính phủ Nhân dân, lãnh đạo Giải phóng Quân Nhân dân và Cảnh bị Khu Trùng Khánh và các đoàn thể chủ yếu phụ trách. Bí thư Thành ủy hiện nay do Ủy viên Bộ Chính trị Trần Mẫn Nhĩ đảm nhiệm.

## Thường vụ các khóa

### Thành ủy khóa I
- Nhiêm kỳ: 6/1997-5/2002
- Bí thư Thành ủy: Trương Đức Lân (-6/1999), Hạ Quốc Cường (6/1999-)
- Phó Bí thư Thành ủy: Bồ Hải Thanh (-6/1999), Vương Vân Long (-6/1997), Lưu Chí Trung, Vương Hồng Cử, Bao Tự Định (6/1999-)
- Ủy viên Thường vụ: Trương Đức Lân (-6/1999), Bồ Hải Thanh (-6/1999), Vương Vân Long (-6/1997), Lưu Chí Trung, Vương Hồng Cử, Bao Tự Định (6/1999-), Cam Vũ Bình, Lí Học Cử, Đằng Cửu Minh (người Miêu), Triệu Hải Ngư, Trần Bang Quốc, Thoát Chính Khoan, Hình Nguyên Mẫn (nữ)

### Thành ủy khóa II
- Nhiêm kỳ: 5/2002-5/2007
- Bí thư Thành ủy: Hạ Quốc Cường (-10/2002), Hoàng Trấn Đông (10/2002-12/2005), Uông Dương (12/2005-)
- Phó Bí thư Thành ủy: Bao Tự Định (-10/2002), Vương Vân Long (-12/2002), Vương Hồng Cử, Đằng Cửu Minh (người Miêu) (-12/2005), Nhiếp Vệ Quốc (-3/2005), Hình Nguyên Mẫn (nữ)

### Thành ủy khóa III
- Nhiệm kỳ: 5/2007-6/2012
- Bí thư Thành ủy: Uông Dương (-12/2007), Bạc Hi Lai (12/2007-3/2012), Trương Đức Giang (3/2012-)
- Phó Bí thư Thành ủy: Vương Hồng Cử (-12/2009), Trương Hiên (nữ), Hoàng Kì Phàm (11/2019-)

### Thành ủy khóa IV
- Nhiêm kỳ: 6/2012-5/2017
- Bí thư Thành ủy: Trương Đức Giang (-11/2012), Tôn Chính Tài (11/2012-)
- Phó Bí thư Thành ủy: ：Hoàng Kì Phàm (-12/2016), Trương Hiên (nữ) (-4/2013), Trương Quốc Thanh (4/2013-), Đường Lương Trí (12/2016-)
- Ủy viên Thường vụ: Trương Đức Giang (-11/2012), Hoàng Kì Phàm (-12/2016),Trương Hiên (nữ) (-4/2013), Mã Chính Kì (-4/2013), Từ Kính Nghiệp (-7/2013), Phạm Chiếu Binh(-7/2013), Lưu Quang Lỗi (-1/2015), Từ Tùng Nam (-12/2016), Ông Kiệt Minh (-9/2016), Ngô Chính Long (-9/2014), Lương Đông Xuân (-10/2014), Lưu Học Phổ (Người Thổ Gia), Từ Hải Vinh (-4/2015), Trương Quốc Thanh (4/2013-), Tăng Khánh Hồng (nữ) (7/2013-), Yến Bình (11/2013-), Cao Hiểu Dũng (10/2014-6/2015), Trương Minh (1/2015-), Vương Hiểu Cương (4/2015-), Trần Đại Bình (6/2015-), Đường Lương Trí (12/2016-), Trần Ung (người Mãn) (12/2016-), Ngô Tồn Vinh (3/2017)

### Thành ủy khóa V
- Nhiêm kỳ: 5/2017-nay
- Bí thư Thành ủy: Tôn Chính Tài (-7/2017), Trần Mẫn Nhĩ (7/2017-)
- Phó Bí thư Thành ủy: ：Trương Quốc Thanh, Đường Lương Trí
- Ủy viên Thường vụ: Tôn Chính Tài (-7/2017),Trương Quốc Thanh, Đường Lương Trí, Ngô Tồn Vinh, Trương Minh, Tăng Khánh Hồng (nữ) (-9/2017), Trần Ung (người Mãn), Vương Hiểu Cương, Lưu Cường, Trần Lục Bình, Đào Trường Hải, Đỗ Hòa Bình, Trần Mẫn Nhĩ (7/2017-), Hồ Văn Dung (9/2017-)

## Danh sách Lãnh đạo Thành ủy
Khi chưa nâng cấp lên thành Thành ủy
      Sau khi nâng cấp thành Thành ủy
      Lãnh đạo hiện tại
| Họ và tên        | Nguyên quán | Chân dung | Đảm nhiệm  | Miễn nhiệm | Chức vụ cao nhất nắm giữ                                                                                           | Ghi chú |
| ---------------- | ----------- | --------- | ---------- | ---------- | --- | --- |
| Trần Tích Liên   | Hồ Bắc      |           | 1949       | 1950       | Ủy viên Bộ Chính trị Phó Tổng lý Quốc vụ viện                                                                      | Bí thư thứ nhất Thành ủy                                                                                     |
| Trương Lâm Chi   | Hà Bắc      |           | 1950       | 1952       | Bộ trưởng Bộ Công nghiệp Than đá                                                                                   | Bí thư thứ nhất Thành ủy                                                                                     |
| Tào Địch Thu     | Tứ Xuyên    |           | 1952       | 1954       | Thị trưởng Chính phủ Nhân dân Thượng Hải                                                                           | Bí thư thứ nhất Thành ủy Từ tháng 6/1954, Trùng Khánh bị hạ cấp trực thuộc Tứ Xuyên                          |
| Diêm Hồng Ngạn   | Thiểm Tây   |           | 1956       | 1959       | Bí thư Thứ nhất Tỉnh ủy Vân Nam, Thượng tướng                                                                      | Bí thư thứ nhất Thành ủy                                                                                     |
| Nhậm Bạch Qua    | Tứ Xuyên    |           | 1959       | 1967       | Ủy viên Ủy ban Cố vấn Trung ương Đảng Ủy viên Ủy ban Thường vụ Hội nghị Chính trị Hiệp thương Toàn quốc Trung Quốc | Bí thư thứ nhất Thành ủy                                                                                     |
| Lam Diệc Nông    | Hồ Nam      |           | 1967       | 1968       | Chủ nhiệm Ủy ban Cách mạng kiêm Bí thư Tỉnh ủy Quý Châu                                                            | Chủ nhiệm Ủy ban Cách mạng                                                                                   |
| Đoàn Tư Anh      | Thiểm Tây   |           | 1968       | 1969       | Phó Chính ủy Quân khu Lan Châu, Quân khu Thành Đô, Thiếu tướng                                                     | Chủ nhiệm Ủy ban Cách mạng                                                                                   |
| Hà Vân Phong     | Tứ Xuyên    |           | 1969       | 1973       | Phó Chính ủy Quân khu Phúc Châu, Thiếu tướng                                                                       | Chủ nhiệm Ủy ban Cách mạng                                                                                   |
| Lỗ Đại Đông      | Hà Bắc      |           | 1973       | 1977       | Ủy viên Ủy ban Cố vấn Trung ương Đảng Tỉnh trưởng Chính phủ Nhân dân Tỉnh Tứ Xuyên                                 | Bí thư thứ nhất Thành ủy                                                                                     |
| Tiền Mẫn         | Hà Bắc      |           | 1977       | 1978       | Bộ trưởng Bộ Công nghiệp Cơ giới thứ 4                                                                             | Bí thư thứ nhất Thành ủy                                                                                     |
| Đinh Trường Hà   | Hà Nam      |           | 1978       | 1980       | Phó Tỉnh trưởng Tứ Xuyên                                                                                           | Bí thư thứ nhất Thành ủy                                                                                     |
| Vu Hán Khanh     | Hà Bắc      |           | 1980       | 1985       | Bí thư thứ nhất Thành ủy Trùng Khánh                                                                               | Bí thư thứ nhất Thành ủy                                                                                     |
| Liệu Bá Khang    | Thiểm Tây   |           | 1985       | 1988       | Chủ tịch Chính hiệp Tứ Xuyên                                                                                       | Năm 1962 bị quy kết làm hơn 10 triệu người chết "Tập đoàn Phản Đảng Tiêu Lý Liệu", năm 1982 phục hồi danh dự |
| Tiếu Ương        | Tứ Xuyên    |           | 1988       | 1993       | Tỉnh trưởng Tỉnh Tứ Xuyên                                                                                          | |
| Tôn Đồng Xuyên   | Hà Nam      |           | 1993       | 1995       | Phó chủ tịch Chính hiệp Tứ Xuyên                                                                                   | |
| Trương Đức Lân   | Bắc Kinh    |           | 1995       | 1999       | Ủy viên Thường vụ Chính Hiệp Toàn quốc                                                                             | Tháng 6/1997, Trùng Khánh được nâng cấp Thành phố Trực thuộc Trung ương                                      |
| Hạ Quốc Cường    | Hồ Nam      |           | 1999       | 2002       | Ủy viên Thường vụ Bộ Chính trị Bí thư Ủy ban Kiểm tra Kỷ luật Trung ương                                           | Kiêm Phó Thị trưởng Trùng Khánh, Trưởng ban Tổ chức Thành ủy                                                 |
| Hoàng Trấn Đông  | Giang Tô    |           | 2002       | 2005       | Ủy viên Thường vụ Nhân Đại toàn quốc                                                                               | Sau là Bộ trưởng Bộ Giao Thông                                                                               |
| Uông Dương       | An Huy      |           | 2005       | 2007       | Ủy viên Thường vụ Bộ Chính trị Bí thư Tỉnh ủy Quảng Đông Phó Tổng lý Quốc vụ viện                                  | |
| Bạc Hi Lai       | Sơn Tây     |           | 2007       | 3/2012     | Ủy viên Bộ Chính trị                                                                                               | Từng là Tỉnh trưởng Tỉnh Liêu Ninh, Bộ trưởng Bộ Thương mại, con trai Bạc Nhất Ba. Bị khai trừ khỏi Đảng     |
| Trương Đức Giang | Liêu Ninh   |           | 3/2012     | 11/2012    | Ủy viên Thường vụ Bộ Chính trị Ủy viên trưởng Ủy ban Thường vụ Nhân Đại Toàn quốc                                  | Trước khi là Bí thư Thành ủy Trùng Khánh từng là Bí thư Tỉnh ủy Quảng Đông, Cát Lâm, Chiết Giang             |
| Tôn Chính Tài    | Sơn Đông    |           | 20/11/2012 | 15/7/2017  | Ủy viên Bộ Chính trị kiêm Bí thư Thành ủy Trùng Khánh                                                              | Từng là Bộ trưởng Bộ Nông nghiệp, Bí thư Tỉnh ủy Cát Lâm. Sau đó bị miễn chức vụ và tước Đảng tịch           |
| Trần Mẫn Nhĩ     | Chiết Giang |           | 15/7/2017  |            | | Từng là Bí thư Tỉnh ủy Quý Châu                                                                              |